# Dege & Skinner
Dege & Skinner er et herreskrædderi, Savile Row 10 i London. Firmaet blev grundlagt i 1865 og er et af de ældste fungerende skrædderier i verden. Det er også Savile Rows første og eneste skrædder, der syr skjorter efter mål.
Dege & Skinner er hofleverandør til dronning Elizabeth 2. (1984), sultanen af Oman (1981) og kongen af Bahrain (2003). Næsten halvdelen af deres uniformer sys til oversøiske kunder.

## Historie
Dege & Skinner syede uniformer til British Army og Royal Navy, hvorfra de fik kontakt til den britiske kongefamilie.
Under kroningen af Elizabeth 2. i 1953 havde Dege & Skinner syet tøjet til peers of the Realm i Westminster Abbey.
Ved brylluppet mellem prins Harry og Meghan Markle i 2018 var både prins Harry og prins Williams uniformer syet af Dege & Skinner.